# Turdus abyssinicus
Turdus abyssinicus là một loài chim trong họ Turdidae.
Gần đây loài này đã được tách từ Turdus olivaceus dựa trên khác biệt di truyền học. Phạm vi phân bố của chúng không chồng lấn. Các nhóm phía nam và phía bắc có thể là các loài riêng. Loài này được tìm thấy ở Eritrea và các khu vực khác của Sừng châu Phi, cũng như các khu vực phía nam kéo dài từ vùng Các hồ lớn châu Phi đến Mozambique.